# Hồ đằng Bạch Mã
Hồ đằng Bạch Mã (danh pháp Cissus bachmaensis) là một loài thực vật hai lá mầm trong họ Nho. Loài này được Gagnep. miêu tả khoa học đầu tiên năm 1947.